# Harold Dennis Taylor
Pour les articles homonymes, voir Taylor.
Harold Dennis Taylor, né à Huddersfield le 10 juillet 1862 et mort à Stillington le 26 février 1943, est un ingénieur en optique, célèbre pour sa conception de nouvelles combinaisons optiques, telles que le triplet de Cooke et pour deux de ses ouvrages, le principal étant un court manuel de réglage des télescopes « On the adjustment and testing of telescopic objectives ».

## Biographie
Harold Dennis Taylor naquit dans le quartier de Quartier de Lockwood (en), au Lockwood House, à Huddersfield dans le Yorkshire du Nord d'un père marchand ou fabricant de laine, Joseph Walter Taylor, et d'Annie ou Anne Victoria Taylor, née Brainbridge. Il effectua ses études à la St Peter's School de York et s'orienta vers des études d'architecture jusqu'en 1881, où il occupe un poste d'architecte à York qu'il abandonna pour travailler à la Thomas Cooke and Sons.
Il se maria le 24 juillet 1888 à Charlotte Fernandes Barff, dont il eut trois enfants. Les deux premiers étaient deux garçons, Leslie Fernandes qui naquit entre août et septembre 1889 et Edward Wilfried qui naquit le 29 avril 1891 et devint aussi un opticien de renom. Les Taylor eurent aussi une fille, vers octobre ou décembre 1892, nommée Doris Evelyn B ou Nina Dennis.
Restant à la Cooke Optics, il progressa cependant du poste d'ingénieur optique à celui de Optical Manager en 1893 puis fut inclus dans le Board of Directors en 1895. En 1906 il publia A system of applied optics et resta ingénieur à Cooke Optics jusqu'en 1915, année où il prit sa retraite. La même année sa femme meurt.
Il reçut en 1934 la Dudell Medal puis fut récompensé de la Progress Medal de la Royal Photographic Society en 1935. Au cours de sa vie, il publia plus de 50 brevets sur diverses combinaisons optiques, la plupart rachetés ou exploités par la Cooke optics.
À la suite d'une brève maladie, il mourut le 26 février 1943 à The Hall dans la ville de Stillington,.

## Inventions

Un triplet de Taylor-Cooke, développé par Taylor alors qu'il était ingénieur chez Cooke en 1893.

Au cours de son travail en tant qu'ingénieur optique chez Thomas Cooke and Sons à York, il breveta de multiples inventions et combinaisons. Vers 1883 ou 1885 il lança son premier brevet pour un appareil de mesure de l'exposition des objectifs photographiques. Il fut le premier à imaginer un système permettant une observation plus aisée des aberrations optiques en faisant passer deux fois un faisceau au travers d'un objectif par autocollimation. Ceci permettait de manière assez sensible de mesurer les aberrations du système.
Il inventa en 1892 un triplet apochromatique pour lunette astronomique. Il breveta la combinaison puis en dériva un autre triplet en 1893, le triplet de Cooke qu'il breveta aussi. Cependant Thomas Cooke préférant se concentrer sur la construction de télescope, le brevet fut vendu à Taylor and Hobson, une autre entreprise d'optique à Leicester qui fabriqua les triplets.
La conception de ce triplet obéissait pour la première fois à un raisonnement algébrique et non à de multiples essais expérimentaux avant de parvenir à un design convenable. Ceci était alors une manière extrêmement nouvelle d'aborder la conception optique, surtout en Angleterre, les concepteurs optiques de l'époque ayant peu capitalisé sur les découvertes de George Biddell Airy, William Rowan Hamilton et Edwin Foster Coddington, et les concepteurs optiques allemands ayant une approche très complexe du calcul optique.
Taylor a été aussi un précurseur en ce qui concerne les traitements antireflet : en 1896, après avoir remarqué qu'une lentille ternie par l'usage transmettait mieux qu'une lentille juste polie, il théorisa que l'indice de réfraction du matériau à la surface devait être moindre que celui du verre de la lentille. En 1904 il fit breveter une technique de ternissage de surface par attaque chimique (par de l'acide notamment) dont l'efficacité était médiocre mais qui permit de jeter les fondations du principe de traitement antireflet des optiques.

## Publications
- (en) Harold Dennis Taylor, On the adjustment and testing of telescopic objectives, York, Delittle&Sons (imprimeur), 1896 (OCLC 4765108, BNF ark:/13960/t35142077, LCCN 05037922, lire en ligne)Première édition en 1891, puis 1896, puis 1921, 1946, etc. Cet ouvrage demeure une référence même encore à la fin du XXe siècle W. T. Welford en parlant comme d'une référence dans le chapitre « Star tests » rédigé par lui dans « Optical shop testing » de Daniel Malacara.
- (en) Harold Dennis Taylor, A system of applied optics : being a complete system of formulæ of the second order, and the foundation of a complete system of the third order, with examples of their practical application, Londres, New York, Macmillan, Macmillan Co., 1906 (lire en ligne)